# アドリアン・エルナンデス
アドリアン・エルナンデス（Adrian Hernandez、1986年1月10日 - ）は、メキシコのプロボクサー。メヒコ州トルーカ出身。元WBC世界ライトフライ級王者。愛称はEl ConfesorとBig Bang（ビッグバン）。

## 来歴
2011年4月30日、コリセオ・ドン・キングでWBC世界ライトフライ級王者のヒルベルト・ケブ・バースと対戦し、11回開始10秒、ゲブ・バースにドクターストップがかかりTKO勝ちを収め王座を獲得した。
2011年9月24日、IBO世界ライトフライ級王者のギデオン・ブゼレジ(南アフリカ)と対戦し、2回20秒KO勝ちを収め初防衛に成功した。
2011年12月23日、バンコクの国王警護隊第11駐屯地内特設会場にて、ポンサクレック・ウォンジョンカムの前座で登場。WBC世界ライトフライ級3位コンパヤック・ポープラムックと対戦し、10回2分31秒KO負けを喫し2度目の防衛に失敗、王座から陥落した。
2012年10月6日、トルーカにあるセントロ・デ・コンベンシオネスにてWBC世界ライトフライ級王者コンパヤック・ポープラムックと対戦し、6回23秒TKO勝ちを収め10ヶ月振りの王座返り咲きに成功した。
2013年1月12日、トルーカにてWBC世界ライトフライ級20位のパナマ選手ディセウ・カバルカと対戦し、終始粘るカバルカを右フックで何度もふらつかせて終始エルナンデスペースで進み、3-0の判定勝ちで王座返り咲き後初防衛に成功した。
2013年5月11日、ディポーティボ・アグスティン・ラモスにて、WBC同級7位のニカラグア選手ヤディアー・カルドサと対戦し、右目が塞がりあわやドクターストップ寸前まで苦しめられたが中盤からペースを握って逆転。3-0の判定勝ちで2度目の防衛に成功した。
2013年8月31日、メキシコシティでWBC同級14位角谷淳志（金沢）と対戦し、4回1分12秒TKO勝ちで3度目の防衛に成功した。
2014年2月8日、WBC世界ミニマム級6位ジャニエル・リベラと対戦し、序盤から一方的に試合を支配し優勢に進めて、3回には右ロングフックでリベラの動きを止めると、最後は連打を浴びせてダウンに近い状態になったところでレフェリーがストップ。3回1分34秒TKO勝ちで4度目の防衛に成功した。
2014年4月6日に、2007年6月16日以来7年振り日本のリングへ登場し、東京都大田区の大田区総合体育館にてプロ入り6戦目の井上尚弥（大橋）の挑戦を受けた。試合は井上の強打で目の上を切って流血し劣勢に立たされた。その後、6回に右のフックでダウンを奪われ、一度は立ち上がったものの戦意喪失と判断したレフェリーにストップされ、6ラウンド2分54秒TKO負けを喫して5度目の防衛に失敗した。

## 獲得タイトル
- WBCアメリカ大陸ライトフライ級王座
- WBCインターコンチネンタルライトフライ級王座
- NABF北米ライトフライ級王座
- WBC世界ライトフライ級王座（1期目:防衛1、2期目:防衛4）